# پلی‌تکنیک خوزه انتونیو اکوریا
پلی‌تکنیک خوزه انتونیو اکوریا (به اسپانیایی: Universidad Tecnológica de La Habana José Antonio Echeverría) یک منطقهٔ مسکونی و دانشگاه دولتی در کوبا است که در Marianao واقع شده‌است.